# Snail Mail

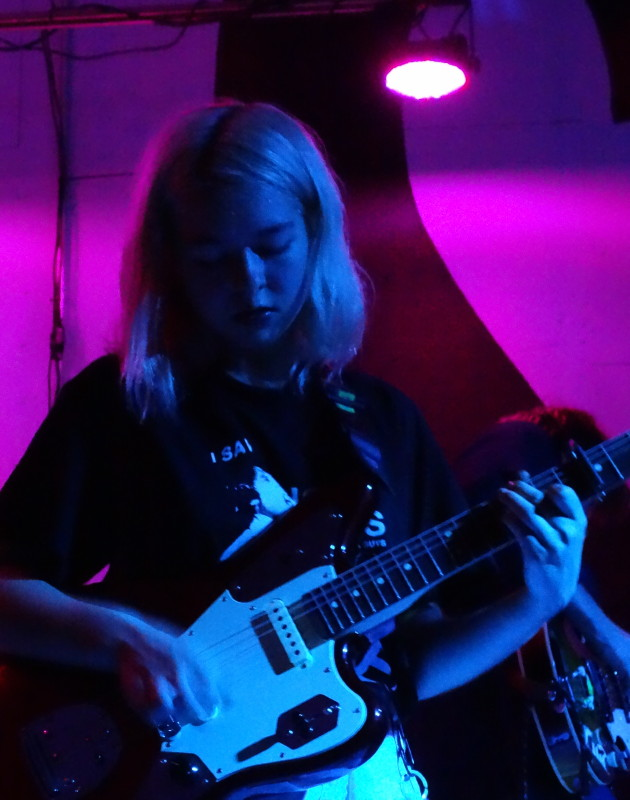
Snail Mail

Snail Mail (* 16. Juni 1999 in Ellicott City, Maryland als Lindsey Jordan) ist eine US-amerikanische Singer-Songwriterin des Indie-Rock.
Lindsey Jordan spielt bereits seit dem fünften Lebensjahr Gitarre. Mit 13 schrieb sie ihre ersten Songs, mit 15 produzierte sie ihre erste EP. Zusammen mit weiteren Musikern absolvierte sie erste Auftritte. 2016 erschien die zweite EP Habit und ausgedehnte Tourneen begannen, darunter nach Kanada, Europa und Asien. Öfters spielte sie als Support-Act, darunter für Alvvays, Ought, Beach Fossils und Waxahatchee. 2018 erschien ihr Debütalbum Lush bei Matador Records. 2021 veröffentlichte Snail Mail für die Süddeutsche Zeitung mit Valentine eines der besten Indie-Alben des Jahres.

## Diskografie
Alben
- 2018: Lush (Matador Records)
- 2021: Valentine (Matador Records)

EPs
- 2015: Sticki
- 2016: Habit